# Загорје (Крњак)
Загорје је насељено мјесто у општини Крњак, на Кордуну, Карловачка жупанија, Република Хрватска.

## Историја
У току Другог свјетског рата је страдало 148 становника Загорја.
Загорје се од распада Југославије до августа 1995. године налазило у Републици Српској Крајини. До територијалне реорганизације насеље се налазило у саставу бивше велике општине Карловац.

## Становништво
Загорје је према попису из 2011. године имало 83 становника.
| Националност       | 1991. | 1981. | 1971. | 1961. |
| Срби               | 126   | 149   | 188   | 404   |
| Југославија        | 1     | 2     |       |       |
| Хрвати             | 1     |       |       | 1     |
| остали и непознато |       |       |       | 1     |
| Укупно             | 128   | 151   | 188   | 406   |

| Демографија | Демографија | Демографија |
| Година      | Становника  | Становника  |
| ----------- | ----------- | ----------- |
| 1961.       | 406         |             |
| 1971.       | 188         |             |
| 1981.       | 151         |             |
| 1991.       | 128         |             |
| 2001.       | 81          |             |
| 2011.       |             | 83          |